# 小野健斗
小野健斗（1989年8月9日—），是一位日本男演員、模特兒，出生於日本神奈川縣橫濱市，身高187cm，體重57kg。

## 參與作品

### 電視劇
- 天裝戰隊護星者（2010年2月14日－2011年2月6日，朝日電視台）：飾演 護星藍／海斗

### 電影
- 天裝戰隊護星者VS真劍者 Epic on 銀幕（2011年1月22日，東映）：飾演  護星藍／海斗

## 外部連結
- （页面存档备份，存于）

| 前任： 相葉弘樹 （侍戰隊真劍者） | 日本超級戰隊系列藍色戰士演員 天裝戰隊護星者 2010年2月14日-2011年2月6日 | 繼任： 山田裕貴 （海賊戰隊豪快者） |